# Slayer of Gods
Slayer of Gods är det finländska melodisk death metal-bandet Brymirs andra studioalbum, utgivet i juni 2016 på Ranka Kustannus  och på Victor i Japan månaden innan. Singlarna "For Those Who Died" och "The Rain" gavs ut tidigare samma år. En musikvideo spelades in till den förra.
Albumet var bandets första med trummisen Patrik Fält, som ersatte Sami Hänninen, samt det sista med keyboardisten Janne Björkroth (som också producerade skivan).

## Låtlista
1. "Intro" (instrumental) – 1:50
2. "For Those Who Died" – 3:40
3. "Risen" – 3:54
4. "The Black Hammer" – 3:29
5. "Nephilim" – 2:38
6. "Prelude" (instrumental) – 1:19
7. "Slayer of Gods" – 8:39
8. "Thus I Became Kronos" – 5:42
9. "Stormsoul" – 4:35
10. "The Rain" – 3:09
11. "Pantheon of Forsaken Gods" – 3:35

Bonusspår på den japanska utgåvan
1. "Battle for Pagan Might" – 4:39
2. "Hymn for the Fallen" (instrumental) – 2:38

## Medverkande
Musiker
- Viktor Gullichsen – sång, orkestrering
- Joona Björkroth – gitarr, sång, körsång
- Sean Haslam – gitarr
- Jarkko Niemi – basgitarr, bakgrundssång
- Janne Björkroth – keyboard
- Patrik Fält – trummor

Bidragande musiker
- Ilmo Ylinärä – körsång
- Jepa Lambert – körsång
- Heini Ikonen – körsång
- Antti Nieminen – körsång
- Martta Valkeus – cello

Produktion
- Janne Björkroth – producent, inspelningstekniker, mixning
- Jens Bogren – mastering
- Claudio Bergamín – omslagskonst
- Christophe Szpajdel – logotyp
- Kris Verwimp – logotyp
- Patrik Fält – layout